# Saint-Menoux
Saint-Menoux é uma comuna francesa na região administrativa de Auvérnia-Ródano-Alpes, no departamento Allier. Estende-se por uma área de 27,39 km². Em 2010 a comuna tinha 1 108 habitantes (densidade: 40,5 hab./km²).